# Temeš
Temeš (původně Lehota Temes Vocata) je obec na Slovensku v okrese Prievidza v Trenčínském kraji. Obec je součástí mikroregionu Magura-Strážov.

## Historie
První písemná zmínka o vesnici je z roku 1332. Vesnice byla založena s cílem těžby zlata a stříbra.

## Přírodní poměry
Temeš stojí v jižní části Strážovských vrchů, v krátkém levostranném údolí potoka Belanka. Východně od vesnice se nachází vrch Temešská skála, která je součástí chráněného areálu Temešská skála.

## Pamětihodnosti
Ve vesnici stojí římskokatolická kaple Panny Marie Růžencové.

## Galerie

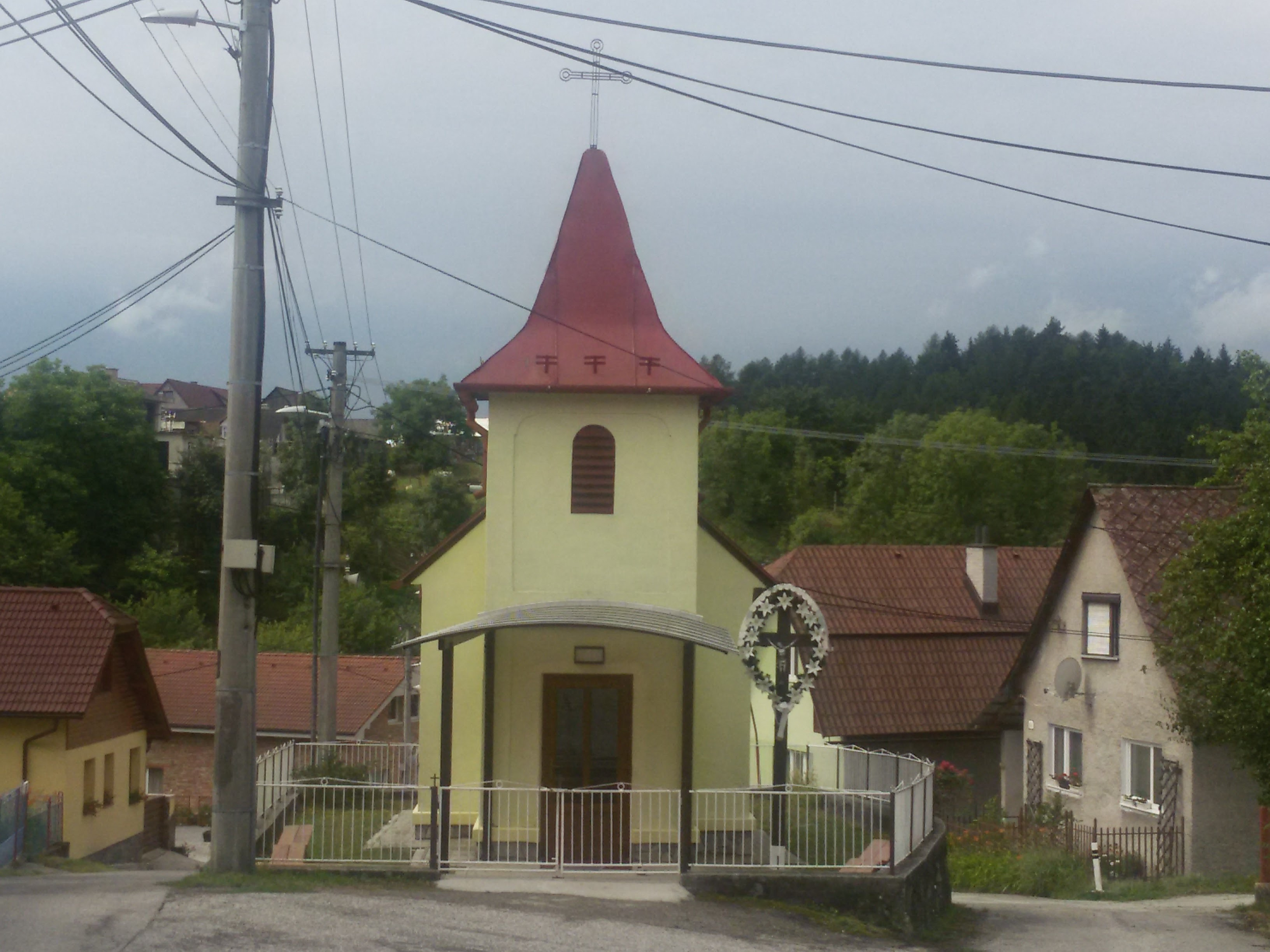
Kaple Panny Marie Růžencové
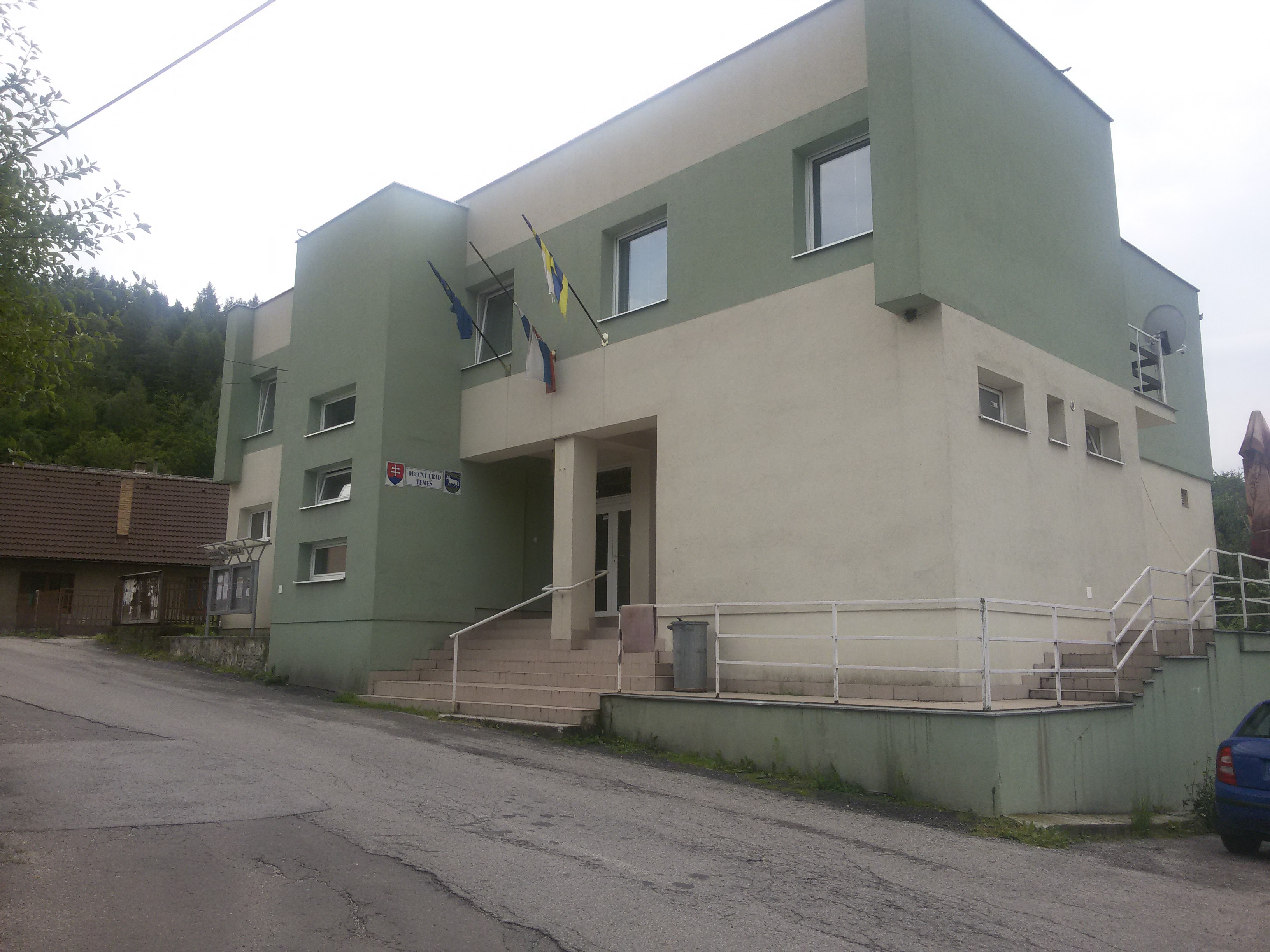
Obecní úřad
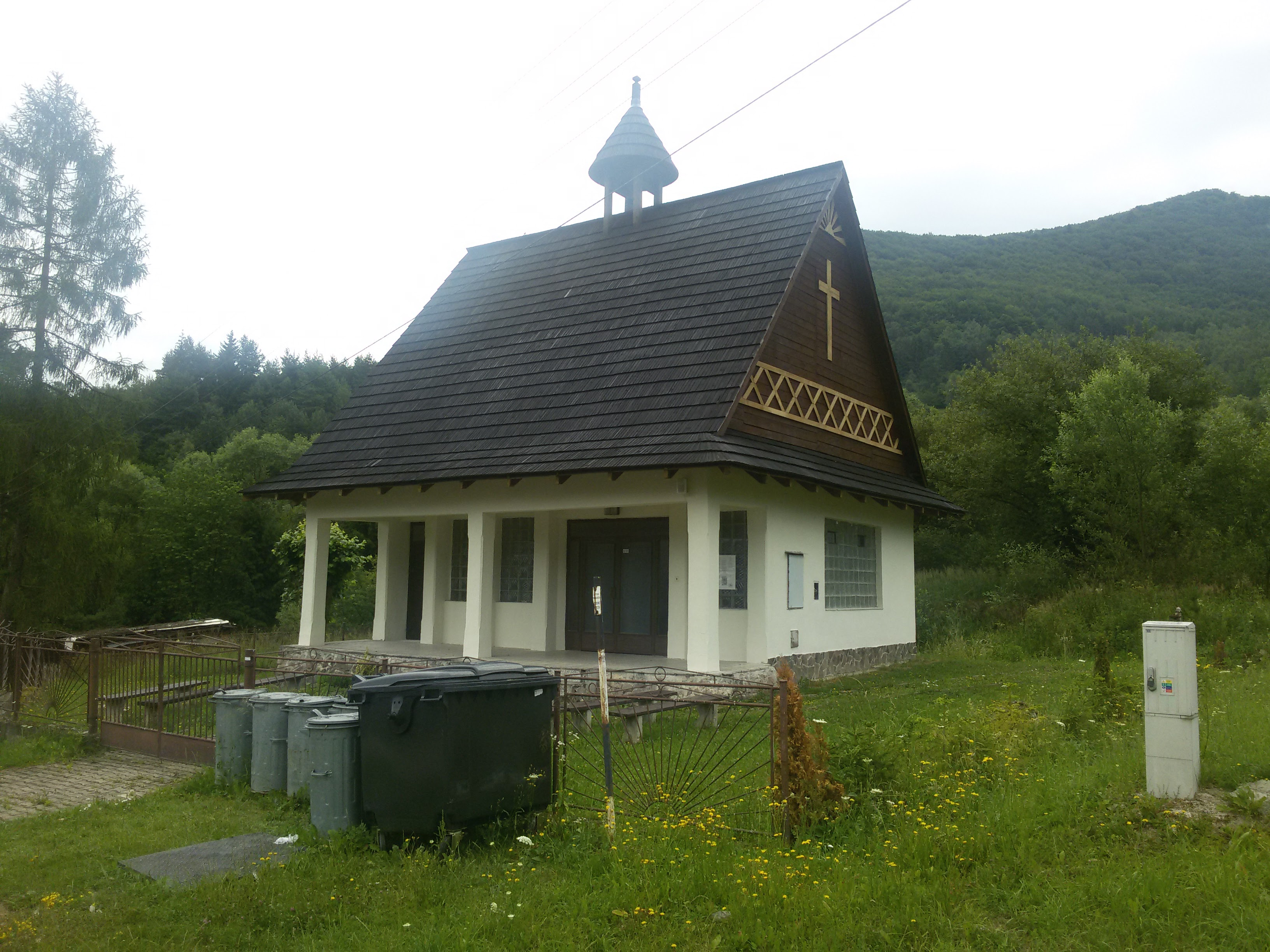
Kaple u hřbitova
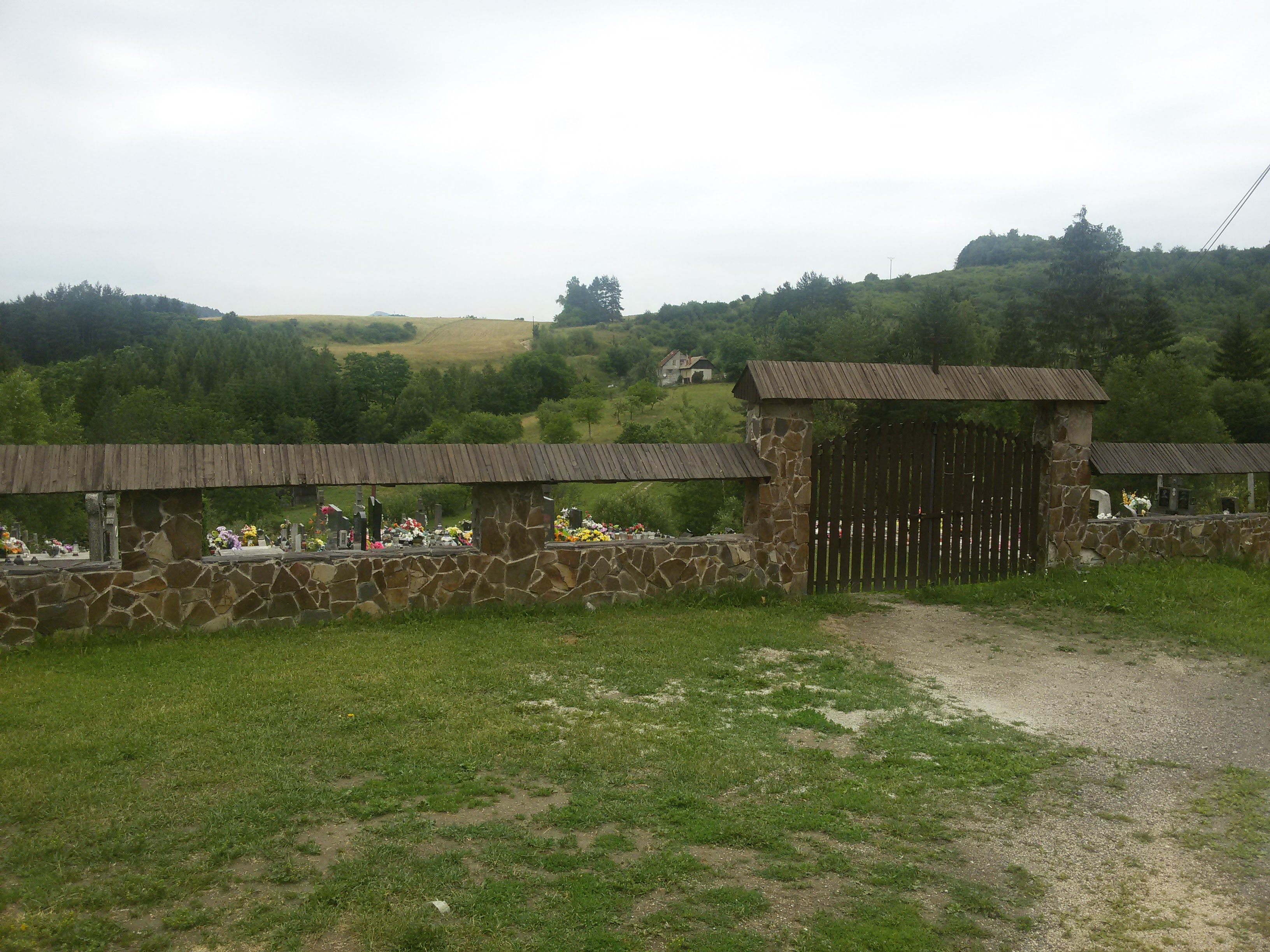
Hřbitov